# Ingested
Ingested ist eine 2002 gegründete Death-Metal-/Grindcore-Band aus Manchester, Greater Manchester, Vereinigtes Königreich.

## Geschichte
Gegründet wurde Ingested im Jahr 2002 in der englischen Metropole Manchester unter dem Namen Age of Suffering. Unter diesem Namen erschien 2005 die Demo Human Feed und die EP Holy Butchery ein Jahr später. Nach mehreren Besetzungswechseln besteht die Band aus Sänger Jason Evans, den beiden Gitarristen Sam Yates und Sean Hynes, dem Bassisten Brad Fuller und Schlagzeuger Lyn Jeffs. Jeffs und Hynes spielten in der Vergangenheit in der Grindcore-Band Annotations of an Autopsy.
Im Juni des Jahres 2009 veröffentlichte die Band über Candlelight Records und Siege of Amida Records ihr Debütalbum Surpassing the Boundaries of Human Suffering. Knapp zwei Jahre später erfolgte die Herausgabe des Nachfolgers The Surreption, auf das 2013 die EP Revered by No One, Feared by All folgte. Über Century Media erschien im Januar des Jahres 2015 das dritte Album unter dem Namen The Architect of Extinction.
Seit 2016 steht die Gruppe bei Unique Leader Records unter Vertrag. Für April des Jahres 2018 ist die Herausgabe des vierten Studioalbums The Level Above Human vorgesehen.
Im Januar des Jahres 2010 absolvierte die Band im Rahmen des Bonecrusher Fests ihre erste Europatournee als Opener für Carnifex, The Faceless, 3 Inches of Blood und The Black Dahlia Murder. Es folgten weitere Tourneen mit Gruppen wie Annotations of an Autopsy, Martyr Defiled, sowie Festivalauftritte auf dem Obscene Extreme, Extremefest und dem Ghostfest. Im Jahr 2016 tourte die Gruppe im Rahmen der Summer Slaughter Tour erstmals in Nordamerika. Mitte 2018 folgt eine zweite Tournee durch die Vereinigten Staaten, Kanada und erstmals durch Mexiko. Im Anschluss folgt eine weitere Europatour.

## Musik
Die Musik von Ingested kann als eine Mischung aus brutalem Death Metal und Grindcore beschrieben werden. Durch den Einsatz von Breakdowns werden ab und an auch Einflüsse aus dem Deathcore ausgemacht, wobei es sich bei Ingested nicht um eine Hardcore-Band handelt, die mit Elementen des Death Metal arbeiten. Verglichen wird die Musik mit Gruppen wie Skinless und Devourment.
Auch durch den Einsatz von Blastbeats kommt die Musik Death-Metal-mäßig herüber, wobei Elemente des Deathcore erkennbar sind. So klingt die Band auf ihrem zweiten Album The Surreption wie Ion Dissonance und Despised Icon auf ihren jeweiligen letzten Alben. Die Musik wird bei Kritikern als „Death Metal für Fortgeschrittene“ beschrieben, der „einerseits simpel gehalten, andererseits technisch versiert ist“ und Abwechslung biete. Auch auf dem dritten Longplayer The Architects of Extinction bewegt sich die Musik der Band auf einer Mischung aus Slam Death Metal und Deathcore, der phasenweise an Suicide Silence erinnert. Im Vergleich zum Vorgänger wird die Musik der Gruppe als rifflastiger empfunden.

## Diskografie
Studioalben
- 2009: Surpassing the Boundaries of Human Suffering (Candlelight Records, Siege of Amida Records)
- 2011: The Surreption (Siege of Amida Records)
- 2015: The Architect of Extinction (Century Media)
- 2018: The Level Above Human (Unique Leader Records)
- 2020: Where Only Gods May Tread (Unique Leader Records)
- 2022: Ashes Lie Still (Metal Blade Records)
- 2024: The Tide of Death and Fractured Dreams (Metal Blade Records)

EPs
- 2006: Holy Butchery (EP, Eigenproduktion, als Age of Suffering veröffentlicht)
- 2013: Revered by No One, Feared by All (Siege of Amida Records)
- 2019: Call of the Void (Unique Leader Records)
- 2021: Stinking Cesspool of Liquified Human Remnants - 2020 Remaster (Unique Leader Records)

Sonstige
- 2005: Human Feed (Demo, Eigenproduktion, als Age of Suffering veröffentlicht)
- 2007: North-West Slam Fest (3-fach-Split mit Crepitation und Kastrated, Grindethic Records)